# Institut Management de Brazzaville
Pour les articles homonymes, voir IMB.
 (février 2024).
Si vous disposez d'ouvrages ou d'articles de référence ou si vous connaissez des sites web de qualité traitant du thème abordé ici, merci de compléter l'article en donnant les références utiles à sa vérifiabilité et en les liant à la section « Notes et références ».
L'Institut Management de Brazzaville (IMB) est un établissement d'enseignement supérieur congolais située à Moungali, un arrondissement de Brazzaville.
Créé en septembre 2003, l’Institut de Management de Brazzaville (IMB) est un établissement d’enseignement supérieur dont les formations reposent sur 2 piliers fondamentaux : la professionnalisation des filières et l’entrepreneuriat.